# Felipe Ovono
Felipe Ovono Mbang (* 26. Juli 1993 in Mongomo), auch in der Schreibweise Felipe Ovono bekannt, ist ein äquatorialguineischer Fußballspieler auf der Position eines Torhüters. Er ist ehemaliger Spieler der äquatorialguineischen Fußballnationalmannschaft und aktuell beim Sidama Coffee SC in Äthiopien aktiv.

## Karriere

### Verein
Ovono begann seine Karriere bei CD Elá Nguema in der Hauptstadt Malabo, wo er bis 2013 für den Verein auflief und in den Jahren 2009, 2011 und 2012 äquatorialguineischer Meister. Im Januar 2014 wechselte er in seine Heimatstadt und schloss sich dort Deportivo Mongomo an. Nach nur einem Jahr in Mongomo, wechselte Ovona in die Premier Soccer League zu den Orlando Pirates nach Johannesburg. Hier konnte er sich jedoch nicht gegen die Konkurrenz durchsetzen und absolvierte lediglich sechs Spiele in zwei Jahren. Ovono kehrte daraufhin für kurz Zeit in seine Heimat zurück und schloss sich dort erneut den CD Elá Nguema an. 2017 wechselte er zum Mekelle 70 Enderta FC nach Äthiopien und etablierte sich hier zum Stammtorhüter. Hier gewann er 2019 neben der Meisterschaft auch die Auszeichnung zum Besten Torhüter der Saison. Nach drei erfolgreichen Jahren in Äthiopien, kehrte er 2020 in seine Heimat zurück und schloss sich dort den Futuro Kings an. Anfang 2022 verließ er seine Heimat erneut, kehrte nach Äthiopien zurück und schloss sich dort den Erstligisten Sidama Coffee SC an.

### Nationalmannschaft
Sein Debüt für die äquatorialguineische Fußballnationalmannschaft gab Ovono am 10. August 2011 im Freundschaftsspiel gegen Guinea-Bissau. Er hütete in bisher 40 A-Länderspiele das Tor und ist zusammen mit Juvenal Edjogo der Spieler mit den zweitmeisten Einsätzen für Äquatorialguinea. Sein letztes Länderspiel bestritt Ovono am 19. November 2019 gegen die Mannschaft aus Tunesien.

### Erfolge
Verein
- Äquatorialguineischer Meister: 2009, 2011, 2012
- Äthiopischer Meister: 2019